# Hadronyche tambo
Espèce
Hadronyche tambo est une espèce d'araignées mygalomorphes de la famille des Atracidae.

## Distribution
Cette espèce est endémique du Victoria en Australie. Elle se rencontre dans le Gippsland dans les environs de Bairnsdale et de Buchan.

## Description
La carapace du mâle holotype mesure 9,59 mm de long sur 8,41 mm et l'abdomen 9,25 mm de long sur 6,70 mm.

## Étymologie
Son nom d'espèce lui a été donné en référence au lieu de sa découverte, la Tambo River.

## Publication originale
- Gray, 2010 : A revision of the Australian funnel-web spiders (Hexathelidae: Atracinae). Records of the Australian Museum, vol. 62, p. 285-392 (texte intégral).